# Крашана (Лука)
Крашана је насеље у Италији у округу Лука, региону Тоскана.
Према процени из 2011. у насељу је живело 147 становника. Насеље се налази на надморској висини од 792 м.